# Постаринье
Постари́нье (бел. Пастарынне) — деревня в Барановичском районе Брестской области Белоруссии. Входит в состав Новомышского сельсовета. Население — 56 человек (2019).

## География
По территории деревни протекает река Замошанка, левый приток реки Мышанка.

## История
В 1897 году в Столовичской волости Новогрудского уезда Минской губернии. На карте 1910 года указана под названием Подстарины. С 1921 года составе межвоенной Польши, в гмине Столовичи Барановичского повета Новогрудского воеводства.
С 1939 года в составе БССР. С 12 октября 1940 года до 16 июля 1954 года — центр сельсовета.
С конца июня 1941 до 8 июля 1944 года была оккупирована немецко-фашистскими захватчиками.

## Население
| Численность населения (по переписи) | Численность населения (по переписи) | Численность населения (по переписи) | Численность населения (по переписи) | Численность населения (по переписи) | Численность населения (по переписи) | Численность населения (по переписи) |
| 1897                                | 1909                                | 1921                                | 1970                                | 1999                                | 2009                                | 2019                                |
| ----------------------------------- | ----------------------------------- | ----------------------------------- | ----------------------------------- | ----------------------------------- | ----------------------------------- | ----------------------------------- |
| 991                                 | ↗1195                               | ↘901                                | ↘137                                | ↗197                                | ↘146                                | ↘56                                 |

## Достопримечательности
- Братская могила советских воинов. Похоронены 27 воинов, погибших в годы Великой Отечественной войны.